# Allan Octavian Hume
Allan Octavian Hume (Bromley, 6 giugno 1829 – Londra, 31 luglio 1912) è stato un politico e ornitologo britannico, fondatore del Congresso Nazionale Indiano. Fu anche membro della Società Teosofica.
| Hume è l'abbreviazione standard utilizzata per le specie animali descritte da Allan Octavian Hume. Categoria:Taxa classificati da Allan Octavian Hume |